# 시흥 오이도 유적
시흥 오이도 유적(始興 烏耳島 遺蹟)는 대한민국 경기도 시흥시 정왕1동 1에 있는 선사시대의 육상유물산포지이다. 2002년 4월 1일 대한민국의 사적 제441호로 지정되었다.

## 개요
오이도는 경기도 시흥시와 약 4km 떨어진 남북이 긴 섬이었으나, 1932년 갯벌을 염전으로 이용하면서 육지화되기 시작하여, 1980년대 말 시화공단을 조성하면서 완전히 육지화되었다. 인근에는 제부도, 대부도, 소래포구 등과 연결되어 있다.
오이도 유적은 오이도의 가장 높은 봉우리를 중심으로 한 낮은 야산 기슭에서 주로 확인되고 있으나 군부대 지역에서도 패총 흔적을 상당수 확인할 수 있고 또한 군부대가 있는 산 정상부에는 인천과 연결되는 봉수대가 남아 있고 다수의 패총도 발견되어 오이도 섬 전체에 유적이 분포하고 있는 것으로 확인되었다. 신석기시대부터 통일신라시대까지 계속 거주했던 지역으로, 확인된 집자리, 온돌유구 등과 출토된 토기편, 석기, 어망추 등 유물로 미루어 볼 때 우리나라 해안지역 주민의 생활상과 서해안 도서지방의 문화를 연구하는데 귀중한 자료를 제공해 준다.
오이도 유적은 우리나라 서해안 지역의 대표적인 유적으로 통일신라시대 주거지는 오이도지역에서 처음 확인된 것으로 주거형식 및 온돌 발전과정을 이해하는데 학술적인 가치가 매우 크다.

## 같이 보기
- 오이도

## 참고 자료
- 시흥 오이도 유적 - 국가유산청 국가유산포털